# MoneySendCollect
MoneySendCollect — сервіс грошових переказів, створений міжнародною платіжною системою MasterCard та інтернет-платформою для здійснення платежів iPay.ua.

## Спосіб роботи
MasterCard стверджує, що для здійснення переказу в MoneySendCollect учасникам транзакції не потрібно публічно ділитися даними карток і заповнювати форми з ризиком переплутати номери карток. Натомість, отримувач формує унікальне посилання з можливістю вказати обов'язкові для заповнення пункти — ПІБ, номер навчальної групи тощо. Це посилання можна безпечно поширювати в соціальних мережах чи надсилати електронною поштою.
|                         | Завдяки MoneySendCollect гроші на картку може перерахувати необмежена кількість людей, при цьому отримувач може зручно формувати статистику надходжень з можливістю обліку відправників і сум переказів. |
| — Прес-реліз MasterCard | |